# WinWinD
WinWinD est un fabricant d'éoliennes basé à Espoo, en Finlande. Il fabrique et fournit des éoliennes d'une capacité de 1 et 3 MW.
La société a été fondée en 2000 à Oulu. En 2006, Siva Group of India a acquis la majorité du capital de Winwind. En septembre 2008, l'Abu Dhabi Future Energy Company (Masdar) investis 120 millions d'euros dans WinWinD pour acquérir 40 % du capital de la société,,. En plus de Siva et de Masdar, le fonds d'investissement finlandais Suomen Teollisuussijoitus (Finnish Industry Investment) a également pris une participation dans WinWinD,..
WinWinD a des usines d'assemblage à Hamina, en Finlande, et à Chennai, en Inde. Il emploie plus de 800 personnes dans le monde. En plus de la Finlande, les turbines WinWinD produisent de l'énergie en Suède, en Estonie, en France, au Portugal, en république tchèque et en Inde.

## Usine d'Hamina (Finlande)
WinWinD a démarré une unité de production d'éoliennes de 3 MW dans le port de Hamina en 2009,.

## Usine de Vengal (Inde)
WinWinD y fabrique des éoliennes de 1 MW, ainsi que les pales depuis septembre 2009.

## Éoliennes
- Éolienne WWD-1, WinWinD - 1 MW
- Éolienne WWD-3, WinWinD - 3 MW
- Éolienne WinWinD 3, WinWinD - 3 MW